# Satanism

Pentagrama întoarsă - simbolul satanismului.

Satanismul modern este o filozofie bazată pe Biblia Satanică și pe Biserica lui Satan, fondată de Anton Szandor LaVey. În această filozofie, Satan devine un simbol pozitiv, arhetip al sinelui și al egoului. Deși este asociată în cultura populară cu ritualuri ce au în prim plan violența și cruzimea, filozofia Bisericii Satanice are la bază următoarele caracteristici:
Individualismul fundamental, bazat pe conceptul nietzschean că individul este singurul responsabil pentru viața sa și că trebuie să se ridice peste perceputa conformitate a maselor pentru a găsi o cale în viață. În acest sens, satanismul fiind influențat de libertarianism, LaVey declară că „sataniștii sunt născuți nu făcuți... au o boală numită independență”. De asemenea, sataniștii se opun religiilor care plasează oamenii într-un raport de subordonare față de zei (iudaismul, creștinismul, islamul etc.).
Denumirea curentului satanist modern pornește de la „Satan”, adversarul spiritual al demiurgului din tradiția religioasă iudeo-creștină, nume folosit pentru a simboliza respingerea de către sataniști a principiilor majore ale religiilor iudeo-creștine.
Simbolul Satan – în satanismul modern nu este zeu, ci doar un simbol pentru dumnezeu, care la rândul lui este performat și satisfăcut de satanistul însuși. LaVey propune că toți zeii sunt creații ale credincioșilor și că în acest fel venerația zeilor este prin extensie, venerația creatorului acestor zei (credinciosul). O dogmă a satanismului modern este: „Eu sunt dumnezeul meu”. Cel mai important eveniment din calendarul satanic este ziua de naștere a credinciosului, aceasta reprezentând și nașterea dumnezeului său. Un fapt surprinzător despre satanismul modern este că Satan, perceput ca „diavol” în cultura populară, nu este venerat, fiind considerat doar un arhetip literar care este un exemplu de opoziție față de umilință și credință. În filozofia laveyană, cultul „diavolului” este văzut ca fiind doar o inversare a creștinismului și o înțelegere greșită a satanismului.

## Satanismul teist
Satanismul teist (cunoscut și sub numele de Satanism tradițional sau satanism spiritual) este o credință satanistă bazată pe ideea că Satan este o divinitate sau forță supranaturală care trebuie venerată sau respectată. Alte caracteristici specifice includ credința în magie, care este controlată prin intermediul unui ritual, și devotamentul. Spre deosebire de satanismul laveyan, satanismul teist îl consideră pe Satan o ființă reală și nu un simplu simbol al individualismului. 

### Bucuria Lui Satan
Ministerul Bucuria Lui Satan (Joy of Satan) este un cult al Satanismului Teistic, acesta fiind redenumit Satanism Spiritual datorită practicilor Spirituale pe care aceștia le practică.

### Luciferianismul
Luciferianismul este credința în care trăsăturile esențiale și inerente lui Lucifer sunt venerate. Aceasta este des identificată cu mișcarea satanistă din cauza conceptelor de „Satan” și „Lucifer” sau sunt considerate aspecte diferite ale aceleiași ființe - partea materială și partea spirituală. Unii acceptă această asociere, în timp ce alții o resping, văzând în Lucifer un ideal mai pozitiv decât Satan. Mișcarea a fost inspirată de miturile egiptene, romane, grecești, de gnosticism și de ocultismul tradițional occidental.

### Palladismul
Palladismul este  numele dat unei mișcări asociate satanismului teist. Denumirea provine de la zeul Pallas și se referă la înțelepciune și știință. 

### Ophite Cultus Satanas
Ophite Culturs Satanas (pronunțat Sathanas) sau Our Lady of Endor Coven, a fost un cult satanic fondat în 1948 de către Herbert Arthur Solane în Toledo, Ohio.  Mișcarea a fost puternic influențata de cartea lui Hans Jonas, The Gnostic Religion, și este caracterizată de credința în Satan; Cultus Satanus (ro: Cultul lui Satan) , iar Ophite face trimitere la secta lui Ophites. Doamna din Endor (The Lady of Endor) este o referinta la Vrajitoarea din Endor (Witch of Endor).

## Satanism ateist

### Satanismul LaVeyan
Satanismul Laveyan (nu este considerat drept religie de majoritatea adepților) a fost întemeiat în 1966 de către Anton Szandor LaVey. Învățăturile sale se bazează pe individualism, epicureism și pe expresia morală „ochi pentru ochi”. Spre deosebire de satanismul teist, satanismul laveyan este ateist și consideră conceptul de „Satan” doar un simplu simbol al naturii umane. Conform siteului religioustolerance.org, mișcarea laveyană este un „mic grup de credincioși care nu se asociază cu vreo credință, și ai cărei membri își trăiesc viață responsabil”. Credința a fost descrisă pe larg pentru prima dată în lucrarea The Satanic Bible.

## Acuzații de satanism
Din punct de vedere istoric, unii oameni și unele comunități au fost asociate cu venerarea lui Satan, sau caracterizați ca fiind devotați faptelor pe care el le săvârșește. Răspândirea preponderentă a acestor grupuri în culturile europene este corelată cu importanța și sensul conceptului de Satan în creștinism. 

### Creștinism
- Păgânii care-i venerau pe Odin, Perkunas, Pan sau alte divinități erau numiți de către Biserica Catolică drept sclavi ai Diavolului.[9]
- Multe comunități gnostice au fost considerate sataniste.
- Hegemonius l-a acuzat pe Mani, întemeietorul maniheismului, ca fiind satanist la auzul vorbelor că Iehova este Diavolul care a dat viață lumii”[10] și că cel care le-a vorbit lui Moise, evreilor și preoților [...] este Prințul Întunericului, nu adevăratul Dumnezeu”.[11]
- Desființarea Ordinului Templierilor, când membrii acestui ordin cavaleresc au fost acuzați de venerarea Diavolului și de practicarea unor ritualuri satanice, consecința fiind arderea lor pe rug.
- Procesele vrăjitoarelor din perioada medievală, când noțiunea de vrăjitoare reprezenta un servitor al Diavolului.[12]
- Gilles de Rais (Franța, secolul XV) a fost un nobil francez judecat și executat pentru omuciderea a sute de copii în ritualuri cvasi-satanice.[12]
- Johann Georg Faust (Germania, secolul XVI).[12] Multe instrucțiuni, în limba germană și latină, specifice inițierii unui pact cu diavolul i-au fost asociate acestuia. Lucrările au fost publicate în Germania într-o serie de câteva volume în Das Kloster (1845 - 1849)
- Urban Grandier (Franța, secolul XVII). Deși a fost subiectul unei scamatorii organizate de Biserica Catolică, un foarte faimos document legat de un pact cu diavolul pe care acesta l-ar fi scris a fost păstrat.[12]
- Persoanele implicate în scandalul otrăvirii (o parte din aristocrația franceză a fost acuzată de vrăjitorie), precum Catherine Deshayes și Etienne Guibourg (Franța, secolul XVII). Documentarea cazului rămâne principală sursă medievală de informare legată de ritualul Black Mass.[13][14]
- Marchizul de Sade (Franța, secolul XVIII) a fost descris de către Iwan Bloch drept un satanist fanatic.[15] Lucrările sale grafice au fost clasificate drept blasfemii la adresa Bisericii Catolice. Una dintre ele prezenta o orgie condusă de Papa Pius al VI-lea.
- În 1865, poetul italian Giosuè Carducci a publicat poemul Inno a Satana (Imn lui Satan), admirându-l pe Satan în calitate de zeu al rațiunii, și exprimând ură față de creștini.
- Mulți adepți ai mișcării decadentiste, precum autorul polonez Stanislaw Przybyszewski, artistul belgian Felicien Rops și poetul francez Charles Baudelaire, se caracterizau sataniști sau au creat artă și literatură cu trimiteri spre Satan.[16]
- Unele mișcări de origine franceză au fost descrise drept sataniste de către scriitorii francezi ai secolului XIX și ai secolului XX. Cea mai cunoscută traducere engleză este nuvela La-bas, scrisă în 1891 de Joris-Karl Huysmans. Alte personalități - Joseph-Antoine Boullan, Stanislas de Guaita, Henri Antoine Jules-Bois și Joséphin Péladan - fie au scris despre satanism, fie au fost acuzați ca fiind sataniști.[17][18]
- Francmasoneria a fost descrisă drept satanistă.[19]
- Cel puțin două secte sataniste (sau luciferice) au existat în Franța anilor 1930. Prima era condusă de Maria de Naglowska, care a dedicat mai multe ritualuri lui Satan și Lucifer.[20] Cea de-a două era condusă de un fost preot catolic.[21]

### Islam
- Yaziditii, o minoritate religioasă din Orientul Mijlociu care-l venerează pe Melek Taus, sunt caracterizați  drept adepți ai lui Satan de către unii musulmani.[22]
- Mandeenismul este o ramură a gnosticismului considerată de unii musulmani drept satanistă. În calitate de sectă gnostica, conține principii identificate drept sataniste în lumea musulmană.

## Organizații satanice

### Biserica satanică
În noaptea dintre 30 aprilie și 1 mai 1966, Anton LaVey întemeiază „Biserica Satanica”, o organizație dedicată acceptării părții materiale a individului. LaVey a fost înaltul prelat al bisericii până la moartea sa în 1997.

### Prima Biserică Satanică
Prima Biserică Satanică a fost fondată de către fiica lui Anton LaVey, Karla LaVey. Dupa moartea acestuia, Peter H. Gilmore a devenit noul înalt prelat, iar sediul a fost mutat la New York, lucru pe care fiica acesuia l-a considerat dăunător. A decis să înființeze organizația pe 31 octombrie 1999 în memoria tatălui său.

### Ordinul celor Nouă Unghiuri
Autorii Per Faxneld și Jesper Petersen menționau că Ordinul celor Nouă Unghiuri „reprezinta o formă periculoasă și extremă de satanism”. Ordinul a atras atenția mass-mediei pe parcursul anilor 1980 și a anilor 1990 după ce au fost asociați cu satanismul fascist. Organizația s-a format în Marea Britanie. 

## Biserica lui Satan
Biserica lui Satan este o organizație care practică satanismul modern după Biblia Satanică scrisă în 1969 de Anton Szandor LaVey.
A fost fondată în San Francisco, California de către Anton Szandor LaVey, Înaltul Preot al Bisericii până la moartea sa, în anul 1997.
În anii 1950, Anton LaVey a format un grup numit Ordinul Trapezoidului, care mai târziu a devenit conducerea Bisericii Sataniste. În primul an de existență a Bisericii, Anton LaVey a atras atenția presei oficiind o căsătorie satanistă a Judith-ei Case cu jurnalistul John Raymond.
Biserica lui Satan a fost menționată în:
- literatură și presă de-a lungul anilor 1960 și 1970.
- subiectul unui întreg documentar, Satanis 1970.
- filmul lui Luigi Scatini Angeli Blanca, Angeli Negra, lansat în Statele Unite ca Witchcraft 1970.

LaVey a apărut în filmul lui Kenneth Anger Invocation of my Demon Brother.

## Legalitate
Satanismul nu este în sine ilegal în țările liberal-democratice, dar există mișcări religioase criminale care se revendică de la satanism. În acest caz, nu adorarea lui Lucifer/Satan este cauza din care ele sunt urmărite penal, ci infracțiuni reale, obiective.

## Vezi și
- Ordo Templi Orientis